# Shengyou-Tempel von Mongolküre

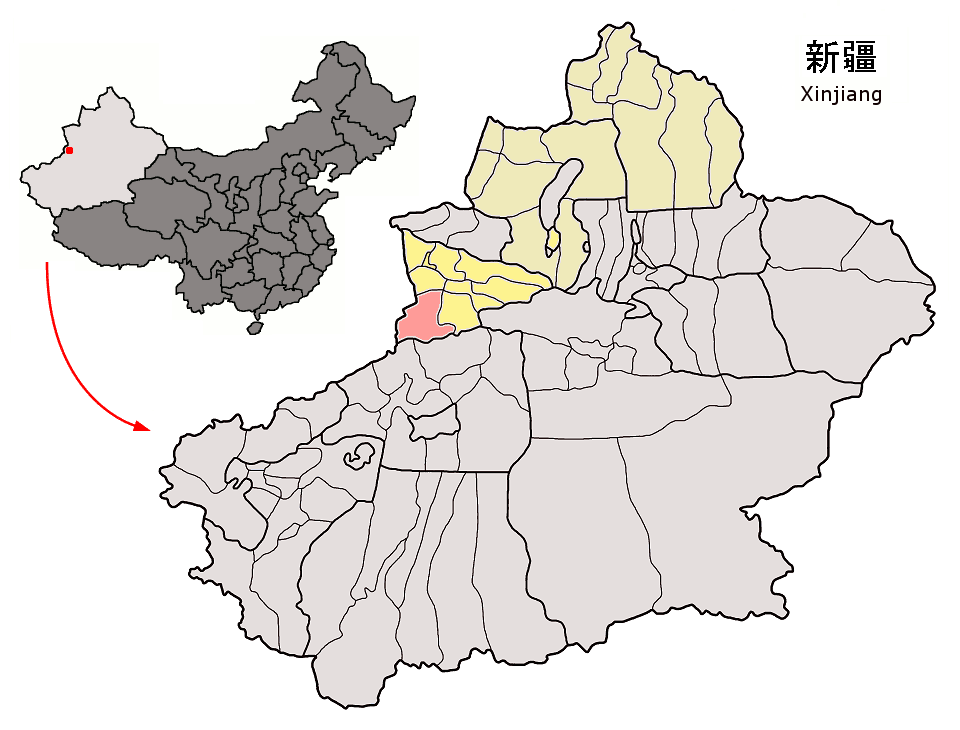
Lage des Kreises Zhaosu bzw. Mongolküre (rosa) im Autonomen Bezirk Ili der Kasachen

Der Shengyou-Tempel von Mongolküre bzw. Shengyou-Tempel von Zhaosu (chinesisch 昭苏圣佑庙, Pinyin Zhāosū Shèngyòu miào) ist ein mongolisches Lamakloster aus der Zeit der späten Qing-Dynastie im Kreis Mongolküre des Kasachischen Autonomen Bezirks Ili im Nordwesten des Uigurischen Autonomen Gebiets Xinjiang in der Volksrepublik China. Es gehörte zu Gelug-Schule des tibetischen Buddhismus (Vajrayana). 
Er wurde von 1894 bis 1898 erbaut und ist einer der vier großen Lamatempel in Xinjiang.
Der Shengyou-Tempel von Mongolküre bzw. Shengyou-Tempel von Zhaosu (Zhaosu Shengyou miao) steht seit 2001 auf der Liste der Denkmäler der Volksrepublik China (5-439).
Koordinaten: 43° 9′ 44,3″ N, 81° 6′ 38,5″ O